# Paul Aulagnier
Pour les articles homonymes, voir Aulagnier.
 (juillet 2023).
Si vous disposez d'ouvrages ou d'articles de référence ou si vous connaissez des sites web de qualité traitant du thème abordé ici, merci de compléter l'article en donnant les références utiles à sa vérifiabilité et en les liant à la section « Notes et références ».
En pratique : Quelles sources sont attendues ? Comment ajouter mes sources ?
Paul Aulagnier, né le 25 mai 1943 à Ambert dans le Puy-de-Dôme, et mort le 6 mai 2021 à Périgueux, est un prêtre catholique traditionaliste français.

## Biographie
Quatrième d'une famille de cinq enfants, il fait des études de droit à l'université de Clermont-Ferrand. En 1964, il entre au séminaire français de Rome, où il obtient une licence en philosophie et effectue la 1re année de théologie.
Lors du concile Vatican II, il rencontre Marcel Lefebvre, qu'il suit à Fribourg en 1969, alors que celui-ci créait son séminaire, qui deviendra par la suite le séminaire d'Écône. Il termine ses trois dernières années de théologie chez les dominicains à Fribourg. Il est ordonné prêtre par Marcel Lefebvre le 17 octobre 1971. Il est incardiné au diocèse de Clermont.
Il est donc l'un des premiers membres de la Fraternité sacerdotale Saint-Pie-X (FSSPX). L'abbé Aulagnier est longtemps le bras droit de Marcel Lefebvre au sein de la FSSPX, et occupe les fonctions de supérieur du district de France entre 1976 et 1994.
L'abbé Aulagnier joue un rôle déterminant dans la décision de Marcel Lefebvre de créer un séminaire traditionaliste. Il  imagine et met en place le cadre juridique de la Fraternité sacerdotale Saint-Pie-X, en permettant son enracinement et son développement en France et dans le monde entier. En étant supérieur du district de France de cet institut pendant dix-huit ans, il permet l'ouverture de prieurés et d'antennes de la Fraternité Saint-Pie-X dans chaque département français et assure ainsi la pérennité du mouvement traditionaliste.
Il organise des grandes manifestations nationales et internationales, qui  rassemblent à chaque fois plusieurs dizaines de milliers de fidèles : ainsi le pèlerinage Chartres-Paris, le jubilé de Marcel Lefebvre ou la manifestation anti-89 (Place de la Concorde à Paris).
Il est l'idéateur et le fondateur de l'agence de presse officielle de la Fraternité Saint-Pie X, qu'il appelle Documentation et information catholiques internationales (DICI) ainsi que du magazine Fideliter[réf. souhaitée].
Il est exclu de la FSSPX en 2004, pour avoir soutenu l'accord conclu entre l'Union Saint-Jean-Marie-Vianney de Licinio Rangel et le Vatican, allant ainsi à l'encontre de ses supérieurs. Depuis cette date, il anime notamment l'Association Entraide et Tradition, qui vise à diffuser dans les Yvelines une information politique et religieuse autour de la tradition catholique. 
Le 8 septembre 2006, l'abbé Aulagnier se met au service de l'Institut du Bon-Pasteur (IBP), érigé de droit pontifical par Benoît XVI (qui nomme à sa tête l'abbé Laguérie comme supérieur), mais sans en faire canoniquement partie. Il est le fondateur du séminaire de l'IBP à Courtalain dans le diocèse de Chartres.
Pour l'IBP, il préside d'abord la messe dominicale au Centre Saint-Paul, à Paris ; depuis le carême 2008, il célèbre la messe quotidienne en l'église Saint-Michel de Rolleboise. 
Le 31 août 2013, il est élu recteur du séminaire Saint-Vincent, à Courtalain.
En juin 2019, dans le Périgord, l'abbé Aulagnier rachète le couvent Saint-Paul de Thiviers — à l'abandon depuis vingt ans —, pour y créer une maison de retraites spirituelles et un centre de formation pour pré-séminaristes.

## Publications
- La Tradition sans peur (préf. Philippe Laguérie), Paris, Servir, 2001, 347 p.
- La Bataille de la messe, 1969-2005, Paris, éd. de Paris, 2005, 160 p.
- L'Enjeu de l'Église : la Messe, Illeville-sur-Montfort, Héligoland, 2007, 720 p.
- Plaidoyer pour l'unité, Paris, François-Xavier de Guibert, 2009, 200 p.
- La politique de Jean-Paul II, Paris, Godefroy de Bouillon, 2010, 190 p.
- L'héritage doctrinal de Mgr Lefebvre, Paris, Godefroy de Bouillon, 2011, 70 p.
- La réforme liturgique de Benoît XVI : état des lieux, Paris, Godefroy de Bouillon, 2012, 130 p.
- À la fin, mon cœur immaculé triomphera, Paris, Presses de la Délivrance, 2018, 332 p.
- La grande histoire de la Messe interdite, Paris, Ilion, 2021, 324 p.